# Neopasites timberlakei
Neopasites timberlakei är en biart som först beskrevs av Linsley 1943.  Neopasites timberlakei ingår i släktet Neopasites och familjen långtungebin. Inga underarter finns listade i Catalogue of Life.